# Sangria Wine
Sangria Wine è un singolo del cantautore statunitense Pharrell Williams e della cantante cubano-statunitense Camila Cabello, pubblicato il 18 maggio 2018.
Il brano è stato scritto dai due stessi interpreti in collaborazione con Bianca Landrau. Sangria Wine è influenzato dalla musica salsa e dal reggae e contiene frasi in spagnolo.

## Descrizione
Pharrell e Camila avevano già collaborato su Havana, singolo della Cabello che è diventato uno dei più grandi tormentoni del 2017. L'esistenza di Sangria Wine era stata confermata già prima dell'uscita dell'album di debutto della cantante, Camila, ma è stata scartata dal disco. Tuttavia, il brano è stato aggiunto alla setlist del Never Be the Same Tour della Cabello, avviato il 10 aprile 2018 a Vancouver, dove per la prima volta la cantante ha rivelato la canzone per intero. Nelle date di Los Angeles Pharrell si è unito a lei sul palco per duettare in Sangria Wine; il mese successivo il brano è stato messo in commercio.

## Esibizioni dal vivo
Pharrell e Camila si sono esibiti con Sangria Wine il 20 maggio 2018 alla 25ª edizione dei Billboard Music Award. Il brano fa inoltre parte della scaletta del Never Be the Same Tour, la prima tournée da solista di Camila Cabello.

## Tracce
Download digitale
1. Sangria Wine – 3:22

## Classifiche
| Classifica (2018) | Posizione massima |
| ----------------- | ----------------- |
| Belgio (Fiandre)  | 45                |
| Belgio (Vallonia) | 73                |
| Canada            | 88                |
| Grecia            | 19                |
| Irlanda           | 76                |
| Polonia           | 52                |
| Portogallo        | 23                |
| Regno Unito       | 84                |
| Repubblica Ceca   | 48                |
| Slovacchia        | 24                |
| Spagna            | 85                |
| Stati Uniti       | 83                |
| Svizzera          | 92                |